# باز آزبورن
راجر "باز" آزبورن (به انگلیسی: Roger "Buzz" Osborne) که با نام King Buzzo نیز شناخته می‌شود، گیتارنواز، خواننده و ترانه‌سرا و از اعضای تشکیل‌دهنده‌ی گروه ملوینز است. او همچنین گیتارنواز و یکی از اعضای تشکیل دهنده‌ی گروه‌های Fantômas و Venomous Concept می‌باشد. او دوست دوران دبیرستان کرت کوبین و نوازنده گیتار بیس در اولین گروه کوبین، فیکال متر بوده است.